# Christopher Franke
Christopher Franke (* 6. April 1953 in Berlin als Christoph Franke) ist ein deutscher Musiker und war Mitglied der Gruppe Tangerine Dream.

## Leben und Werk
Er studierte am Berliner Konservatorium Klassische Musik und Komposition. Zu der Zeit wurde er stark von Komponisten wie John Cage und Karlheinz Stockhausen beeinflusst und war im Rock- und Jazz-Bereich mit der Gruppe Agitation Free ab 1966 als Schlagzeuger aktiv.
Zusammen mit dem Schweizer Komponisten Thomas Kessler baute Franke ein Tonstudio an der Musikschule auf. Die Improvisationsmusikkurse, die sie später darin durchführten, wurden unter dem Namen Berliner Schule für elektronische Musik bekannt. Dabei traf Franke in Berlin auf den Künstler Edgar Froese, welcher 1967 die Gruppe Tangerine Dream gegründet hatte. Franke schloss sich der Gruppe zunächst als Schlagzeuger an, 1973 kam noch Peter Baumann dazu. Der britische Melody Maker würdigte 1974 Frankes Arbeit am Moog-Synthesizer als wegweisend und bahnbrechend.
1980 erschien Frankes erster Solotitel Chimes & Chains im Rahmen der Box A Decade Of Dreams. Der von Franke editierte Albumauszug Das Mädchen auf der Treppe erlangte 1982 durch den gleichnamigen Tatort (TV-Krimi) große Popularität und bekam als Single eine goldene Schallplatte. Bis Frankes Ausstieg tourten Tangerine Dream durch nahezu die ganze Welt.
1988 verließ Franke Tangerine Dream und verbrachte einige Zeit in Spanien, wo er sich wieder seinen eigenen Musikideen widmete. 1990 verschlug es Franke durch einige Arbeiten für die amerikanische Filmindustrie nach Los Angeles, wo er sich niederließ und ein zweites Tonstudio eröffnete. 1991 gründete er das Berliner Filmsymphonieorchester (BSFO). Nach mehreren Filmen kam im selben Jahr sein erstes eigenes Album Pacific Coast Highway heraus. Sein einziges Live-Konzert nach Tangerine Dream gab er am 9. Oktober 1991 in London. Das Konzert das 1993 als Live-CD The London Concert erschien, spielte er im Royal Apollo Theatre zusammen mit Edgar Rothermich, der sein Produzent und Tonmeister ist für die meisten seiner Soloprojekte und Filmmusiken nach 1990.
1993 gründete Franke sein eigenes Plattenlabel Sonic Images. Wieder schuf er Filmsoundtracks, z. B. für den Roland-Emmerich-Film Universal Soldier, Musik für Fernsehserien, z. B. für Raven und Pacific Blue, und brachte Alben wie Klemania oder Perry Rhodan – Pax Terra heraus. Bis zum Jahr 2000 komponierte Franke Musik für rund 25 Filme, TV-Serien und Werbespots. Einem größeren Publikum bekannt wurde Franke aber als Komponist des Soundtracks zur TV-Science-Fiction-Serie Babylon 5, den er fast komplett selbst schuf.
Christopher Franke komponierte zusammen mit Konstantin Wecker die Songs des Musicals Ludwig², das 2005 Premiere im Festspielhaus Neuschwanstein in Füssen hatte.

## Diskografie
- Pacific Coast Highway (1991)
- London Concert (1993)
- New music for films Vol.1 (1993)
- Klemania (1993)
- Perry Rhodan Pax Terra (1996)
- The Celestine Prophecy (1996)
- Tenchi the Movie: Tenchi Muyo in Love (1996)
- Enchanting Nature (1996)
- Transformation of Mind (1997)
- Epic (1999)
- New music for films Vol.2 (2000)
- Ludwig² – Das Musical (2005)

## Filmografie (Auswahl)
- 1987: Frühstück für Feinde
- 1991: Trabbi goes to Hollywood
- 1992–1993: Raven (Fernsehserie)
- 1992: Universal Soldier
- 1993: Tommyknockers – Das Monstrum (The Tommyknockers)
- 1993–1998: Babylon 5 (Fernsehserie)
- 1996: Hypernauts – The Space Rangers (Hypernauts, Fernsehserie)
- 1996–2000 Pacific Blue – Die Strandpolizei (Pacific Blue, Fernsehserie)
- 1998: Terror in the Mall
- 1998: Tarzan und die verlorene Stadt (Tarzan and the Lost City)
- 1998: Babylon 5: Der erste Schritt (Babylon 5: In the Beginning)
- 1998: Babylon 5: Das Tor zur 3. Dimension (Babylon 5: Thirdspace)
- 1999: Babylon 5: Der Fluss der Seelen (Babylon 5: The River of Souls)
- 2000: Die Festung II: Die Rückkehr (Fortress 2: Re-Entry)
- 2000: The Calling
- 2002: Legende der Ranger (Babylon 5: The Legend of the Rangers: To Live and Die in Starlight)
- 2002: Johnny Flynton
- 2004: What the Bleep do we (k)now!?
- 2005: Hooligans (Green Street)